# Commission du bassin du lac Tchad
La Commission du bassin du lac Tchad (CBLT) est une structure permanente de concertation mise en place en Afrique afin de coordonner les actions de différents États pouvant affecter les eaux du bassin du Tchad et régler pacifiquement les problèmes et différends affectant cette zone.
La CBLT a vu le jour le  22 mai 1964, lorsque les chefs d’État des pays riverains du lac, à savoir Le Niger, le Nigeria, le Tchad et le Cameroun décidèrent par la Convention de Fort-Lamy (aujourd'hui N'Djamena), de mettre en place une structure permanente de concertation appelée « Commission du bassin du lac Tchad ». En 1999, un cinquième membre se joignit à la Commission, la République centrafricaine.

## Structure
- Sommet des Chefs d’État
- La Commission (2 ministres/Pays)
- Le Secrétariat exécutif

## États membres
- Cameroun (1964)
- Niger (1964)
- Nigeria (1964)
- Tchad (1964)
- République centrafricaine (1997)
- Libye (en mars 2008, ayant ratifié la Convention, elle devient le sixième État membre)

Les ratifications de l'Algérie et du Soudan sont attendues.

## Missions
Le 7 octobre 2014, en collaboration avec le Bénin, la Commission annonce la mise en place le 1er novembre d'une force armée, la Force multinationale mixte, chargée de lutter contre Boko Haram ;  protéger le lac Tchad de la dégradation et des effets de sécheresse ; gérer de manière rationnelle et durable les ressources du lac Tchad.  Elle sera composée de militaires du Niger, du Nigeria, du Tchad et du Cameroun. Le Bénin, invité à participer, n’a pas précisé qu’elle serait la nature de sa participation à la force régionale. La force devrait compter 700 soldats.